# Varino Favorino
Varino Favorino (Pievefavera, tra il 1445 e il 1450 – Nocera Umbra o Camerino, 1527-1537) è stato un vescovo cattolico e letterato italiano.
Fu il precettore di Giovanni de' Medici (futuro papa Leone X).

## Biografia
Varino Favorino (cognome coniato dal toponimo del paese d'origine) fu uomo di chiesa molto colto, nacque nel castello di Pievefavera nel comune di Caldarola, borgo fortificato di epoca medievale, che trovandosi poco distante da Camerino è stato baluardo importante della linea di confine del Ducato dei Varano. 
Il Favorino è noto anche come Guarino, Varinus, Favorinus, Phavorinijs, Varinus Camers, Varinus Favorinus Camers Nucerinus, Varinus Favorinus Camers. 
I numerosi studiosi che si sono interessati alla vita e alle opere dell'umanista non sono concordi su molti aspetti della sua biografia e se sulla sua nascita mancano dati certi, dovuti alla mancanza nell'archivio parrocchiale di Pievefavera del registro dei battesimi del periodo interessato, stessa incertezza è sulla sua morte e così pure sul monumento funebre.
Iniziò i suoi studi classici a Camerino, poi studiò greco e latino a Firenze sotto la guida di Poliziano, e successivamente divenne per un certo tempo allievo di Giovanni Lascari.
Entrò a far parte della Congregazione Silvestrina nell'Ordine di San Benedetto e si dedicò alla lessicografia greca divenendo fra i primi studiosi e divulgatori della letteratura greca. 
Nel 1496 pubblicò il Thesaurus cornucopiae et Horti Adonidis opera nella quale fu aiutato da Carlo Antinori fiorentino, dal Poliziano suo maestro, e da frate Urbano. 
Lorenzo il Magnifico lo fece precettore dei suoi figli: fu tutore per Giovanni (che fu papa Leone X dal 1475 al 1521), ma anche per Giulio (che divenne papa Clemente VII dal 1523 al 1534), di Giuliano e di Lorenzo (futuro duca d'Urbino, figlio di Piero, quindi nipote del Magnifico). Inoltre fu responsabile della biblioteca medicea di Firenze.
Nel 1508 fu nominato commissario e castellano delle rocche di Osimo, di Jesi e di Offida e da questo incarico iniziò ad essere chiamato a subentrare dove in precedenza era stato a svolgere lo stesso ruolo Ludovico Clodio. 
Papa Leone X lo chiamò presso l'Università di Roma per occuparsi della cattedra di greco nel 1513. 
Per quanto riguarda i suoi lavori nel 1517 pubblicò in Roma una traduzione degli Apophthegmata di Giovanni Stobeo e del 1523 è l'edizione del suo Etymologicum magnum, sive thesaurus universae linguae Graecae ex multis variisque autoribus collectus, la sua opera più celebre ovvero un copiosissimo "Dizionario di greco", un lavoro che fu ristampato molte volte.
Favorino fu prima arciprete della Chiesa di San Gregorio a Caldarola nel ducato di Camerino e nel 1514 Leone X lo nominò vescovo di Nocera Umbra, in entrambi i casi suo predecessore fu Ludovico Clodio. 
Alcune fonti lo dicono morto nell'aprile del 1527 a Nocera Umbra, mentre altre nel 1537 a Camerino e in questo caso si dice che avesse lasciato precise disposizioni circa la volontà di essere sepolto a Nocera. 
Il lavoro di Angelo Menichelli del 2008, testimonia ampiamente la natura e la forma di quello che dovette essere il monumento funebre di questo vescovo illustre a Nocera Umbra, nella Cattedrale all'interno della cappella fatta costruire da lui stesso e dedicata a San Venanzio, patrono di Camerino a cui era particolarmente devoto.
Ma la città di Caldarola, suo comune di nascita, che lo ebbe come arciprete della Chiesa di San Gregorio Vecchio, all'interno della seicentesca Chiesa di San Gregorio e Valentino, volle comunque dedicargli un monumento funebre commemorativo che fu eretto su una delle pareti laterali del presbiterio, di fronte al monumento funebre dedicato al suo predecessore, Ludovico Clodio.